# 巴拉那州蓬塔尔
巴拉那州蓬塔尔（葡萄牙語：Pontal do Paraná）是巴西巴拉那州的一个市镇。总面积200.551平方公里，总人口17508人，人口密度87.3人/平方公里。